# Lili Reynaud-Dewar
Lili Reynaud-Dewar (* 1975 in La Rochelle) ist eine französische Installations- und Performancekünstlerin. Sie nutzt verschiedene Medien, darunter Film, Installation, Performance, Text und Skulptur. Sie lebt und arbeitet derzeit in Grenoble und Genf. Sie ist Professorin an der Haute école d’art et de design Genève.

## Leben
Reynaud-Dewar studierte Ballett am Conservatoire de musique et de danse in La Rochelle und anschliessend Öffentliches Recht an der Université Paris 1 Panthéon-Sorbonne (1996–1998). Ab 2001 studierte sie Fine Arts an der Glasgow School of Art und erwarb 2003 einen Master. Danach widmete sie sich dem Schreiben über Kunst in verschiedenen Magazinen und Künstler-Monographien und der Herstellung von skulpturalen Installationen, die als Kulissen für ihre Performances dienten.
Ihr erster Auftritt im Jahr 2005 im Centre d'art Mira Phalaina in Montreuil fand mit ihrer Freundin Mary Knox aus Glasgow statt. Knox las einen Text von Reynaud-Dewar, der das Leben der Rasta-Ikone und Maroon-Anführerin Nanny of the Maroons beschrieb. Seitdem arbeitet sie mit ihren Freunden, ihrer Mutter Mireille Rias (wie zum Beispiel in Interpretation in der Kunsthalle Basel) und ihren Studenten zusammen. 2009 wandte sie sich dem Film und der Performance als Hauptmedien zu, die sie als Kommentar zu rassistischen Themen einsetzt, wie zum Beispiel in Black Mariah (2009) und Cleda’s Chairs (2010). Im Jahr 2011 begann sie in ihrem Atelier ihre Tanzvideoserie, die sie bis heute produziert und in der sie, in verschiedenen Farben von Schwarz bis Rot, Weiss oder Silber bemalt, nackt in den verschiedenen Räumen tanzt, in denen ihre Arbeiten entstehen oder ausgestellt werden. Sie hat die Grenzen der Biografie erforscht und ihre Arbeit rund um verschiedene historische Figuren der Überschreitung wie Josephine Baker, Cosey Fanni Tutti, Sun Ra, Jean Genet und Guillaume Dustan entwickelt. Ihre Arbeit Small Modest Bad Blood Opera für die Biennale von Venedig widmete sie dem Konflikt, der Guillaume Dustan Ende der 1990er Jahre gegen Act Up aufbrachte.
2009 gründete Reynaud-Dewar zusammen mit Dorothée Dupuis und Valérie Chartrain die feministische Kunst- und Unterhaltungszeitschrift Petunia.
Seit 2010 ist Reynaud-Dewar Professorin an der Haute école d’art et de design Genève (HEAD Genève). Ihr Seminar, das sie lange Zeit in ihrem Hotelzimmer in Genf abhielt, trägt den Titel Enseigner comme des adolescents – Teaching as Teenagers und basiert hauptsächlich auf Lesungen von queeren und feministischen Autorinnen. Mit ihren Studenten von HEAD Genève hat sie in Marfa (Texas) eine Horrorkomödie mit dem Titel Beyond the Land of Minimal Possessions gedreht, die sich mit der Gentrifizierung durch Kunstinstitutionen beschäftigt. Sie ist Teil der Gruppe Wages For Wages Against, einer Kampagne, die sich für Künstlerhonorare und eine weniger diskriminierende Kunstwelt einsetzt. Sie hat 2015 in ihrem Atelier in Grenoble das Projekt Maladie d’Amour initiiert. Es ist ein soziales und emotionales Experiment, bei dem eine kleine Gruppe junger Menschen eine Nacht lang Ausstellungen mit befreundeten Künstlern besucht.

## Preise und Auszeichnungen
- 2021: Prix Marcel Duchamp[9]
- 2018–2019: Stipendiatin der Villa Medici in Rom (Académie de France à Rome)[10]
- 2013: Prix Fondation d’entreprise Ricard[11]

## Ausstellungen

### Einzelausstellungen
- 2005: Eggnogs & Flips, Public, Paris (gemeinsames Projekt mit Fiona Jardine).
- 2008: Explorations in French Psychedelia, CAPC Museum für zeitgenössische Kunst von Bordeaux.
- 2008: LOVE = U.F.O. Fonds régional d’art contemporain d’Aquitaine, Bordeaux.
- 2010: Antiteater, Fonds régional d’art contemporain de Champagne-Ardenne, Reims.
- 2010: Interpretation, Kunsthalle Basel.
- 2011: Black Mariah, Centre d’art contemporain du parc Saint-Léger in Pougues-les-Eaux.
- 2011: En réalité le sphinx est-il une annexe du monument ou le monument une annexe du sphinx ? Centre Culturel Bellegarde, Toulouse.
- 2011: Fours Walls Speaking of Revolt, Media and Beauty, Tramway, Glasgow (performance).
- 2011: Cleda’s Chairs, Kunstverein Bielefeld.
- 2012: Fours Walls Speaking of Revolt, Media and Beauty, Serpentine Cinema, London (performance).
- 2012: Ceci est ma maison / This is my place, Le Magasin – Centre National d’Art Contemporain, Grenoble.
- 2013: Enseigner comme des adolescents –Teaching as teenagers, Le Consortium, Dijon.
- 2014: Live Through That?!! Outpost, Norwich.[12]
- 2014: Live Through That?!! Index, The Swedish Contemporary Art Foundation, Stockholm.
- 2014: Live Through That?!! New Museum, New York.[13]
- 2016: I Sing The Body Electric, Clearing, New York[14]
- 2016: I Sing The Body Electric, Contemporary Art Museum St. Louis, Saint Louis, Missouri
- 2016: Teeth Gums Machines Future Society, Kunstverein in Hamburg.[15]
- 2016: Teeth Gums Machines Future Society, New Settings, Théâtre des Amandiers, Nanterre (performance)
- 2017: Teeth Gums Machines Future Society, SBKM De Vleeshal, Middelburg, Niederlande.
- 2017: Teeth Gums Machines Future Society, Museion (Bozen)[16]
- 2017: Beyond the Land of Minimal Possessions, Artpace, San Antonio, Texas.[17]
- 2018: My Epidemic, A Body as Public as A Book Can Be, Asakusa, Tokyo.
- 2018: Oops, I think I may have lost my lighter somewhere on the ground. Could someone come down here and help me find it? KUB Billboards, Kunsthaus Bregenz.[18]
- 2018: Teeth Gums Machines Future Society, Monash University Museum of Art, Melbourne.
- 2023: Hello, my name is Lili and we are many, Palais de Tokyo, Paris

### Andere Ausstellungen
Ihre Arbeiten wurden auf zahlreichen internationalen Ausstellungen gezeigt.
- 2008: 5. Berlin Biennale für zeitgenössische Kunst[19]
- 2012: 3. Paris Triennale[20]
- 2013: 12. Lyon Biennale[21]
- 2014: 5. Marrakesch Biennale[22]
- 2015: 56. Biennale di Venezia[23]
- 2015: 31. Ljubljana Biennale of Graphic Arts[24]
- 2016: 11. Gwangju Biennale in Südkorea[25]

## Bibliografie (Auswahl)
- Reynaud-Dewar, Lili, Élisabeth Lebovici, Diedrich Diederichsen, Monika Szewczyk, Lili Reynaud-Dewar, Phaidon, London, 2019
- Reynaud-Dewar, Lili, Teeth, Gums, Machines, Future, Society, Hatje Cantz, Berlin, 2018.
- Reynaud-Dewar, Lili, My Epidemic: Texts about My Work and the Work of Other Artists, Paraguay Press, Paris, 2015.
- Reynaud-Dewar, Lili, Live Through That?!, New Museum, New York, 2015
- Reynaud-Dewar, Lili, Ceci est ma maison, This is my place, Magasin, Grenoble, 2014
- Reynaud-Dewar, Lili, Lili Reynaud Dewar: Interpretation, Paraguay Press, Paris; Kunsthalle Basel, 2013.
- Reynaud-Dewar, Lili, Perav Prod: Marque Déposée/Registered Trademark, Michel Baverey, Paris, 2003.